# 6 Heures de Watkins Glen 2019
Navigation
Édition précédente Édition suivante
La 69e édition des 6 Heures de Watkins Glen s'est déroulée du 27 juin 2019 au 30 juin 2019. Il s'agissait de la sixième manche du championnat United SportsCar Championship 2019 et de la troisième manche de la mini série Michelin Endurance Cup (ou MEC).

## Circuit
Le Watkins Glen International (surnommé « The Glen ») est un circuit automobile situé près de Watkins Glen, dans l'État de New York aux États-Unis, à la pointe sud du Lac Seneca.

## Course

### Classement de la course
- Les vainqueurs de chaque catégorie sont signalés par un fond jauni.

| Pos | Classe | no  | Écurie                                                   | Pilotes                                                    | Châssis                        | Tours | Temps               |
| Pos | Classe | no  | Écurie                                                   | Pilotes                                                    | Moteur                         | Tours | Temps               |
| --- | ------ | --- | -------------------------------------------------------- | ---------------------------------------------------------- | ------------------------------ | ----- | ------------------- |
| 1   | DPi    | 55  | Mazda Team Joest                                         | Jonathan Bomarito Harry Tincknell Olivier Pla              | Mazda RT24-P                   | 211   | 6 h 00 min 07 s 332 |
| 1   | DPi    | 55  | Mazda Team Joest                                         | Jonathan Bomarito Harry Tincknell Olivier Pla              | Mazda MZ-2.0T 2,0 l I4 Turbo   | 211   | 6 h 00 min 07 s 332 |
| 2   | DPi    | 77  | Mazda Team Joest                                         | Oliver Jarvis Tristan Nunez Timo Bernhard                  | Mazda RT24-P                   | 211   | + 0 s 353           |
| 2   | DPi    | 77  | Mazda Team Joest                                         | Oliver Jarvis Tristan Nunez Timo Bernhard                  | Mazda MZ-2.0T 2,0 l I4 Turbo   | 211   | + 0 s 353           |
| 3   | DPi    | 6   | Acura Team Penske                                        | Dane Cameron Juan Pablo Montoya                            | Acura ARX-05                   | 211   | + 11 s 783          |
| 3   | DPi    | 6   | Acura Team Penske                                        | Dane Cameron Juan Pablo Montoya                            | Acura AR35TT 3,5 l V6 Turbo    | 211   | + 11 s 783          |
| 4   | DPi    | 10  | Konica Minolta Cadillac DPi-V.R                          | Renger van der Zande Jordan Taylor                         | Cadillac DPi-V.R               | 211   | + 24 s 837          |
| 4   | DPi    | 10  | Konica Minolta Cadillac DPi-V.R                          | Renger van der Zande Jordan Taylor                         | Cadillac 5,5 l V8 Atmo         | 211   | + 24 s 837          |
| 5   | DPi    | 7   | Acura Team Penske                                        | Hélio Castroneves Ricky Taylor                             | Acura ARX-05                   | 211   | + 38 s 684          |
| 5   | DPi    | 7   | Acura Team Penske                                        | Hélio Castroneves Ricky Taylor                             | Acura AR35TT 3,5 l V6 Turbo    | 211   | + 38 s 684          |
| 6   | DPi    | 5   | Mustang Sampling Racing                                  | João Barbosa Filipe Albuquerque Mike Conway                | Cadillac DPi-V.R               | 209   | + 2 tours           |
| 6   | DPi    | 5   | Mustang Sampling Racing                                  | João Barbosa Filipe Albuquerque Mike Conway                | Cadillac 5,5 l V8 Atmo         | 209   | + 2 tours           |
| 7   | DPi    | 31  | Whelen Engineering Racing                                | Felipe Nasr Pipo Derani Eric Curran                        | Cadillac DPi-V.R               | 208   | + 3 tours           |
| 7   | DPi    | 31  | Whelen Engineering Racing                                | Felipe Nasr Pipo Derani Eric Curran                        | Cadillac 5,5 l V8 Atmo         | 208   | + 3 tours           |
| 8   | DPi    | 50  | Juncos Racing                                            | William Owen René Binder                                   | Cadillac DPi-V.R               | 206   | + 5 tours           |
| 8   | DPi    | 50  | Juncos Racing                                            | William Owen René Binder                                   | Cadillac 5,5 l V8 Atmo         | 206   | + 5 tours           |
| 9   | DPi    | 84  | JDC Miller Motorsports                                   | Simon Trummer Stephen Simpson Chris Miller                 | Cadillac DPi-V.R               | 204   | + 7 tours           |
| 9   | DPi    | 84  | JDC Miller Motorsports                                   | Simon Trummer Stephen Simpson Chris Miller                 | Cadillac 5,5 l V8 Atmo         | 204   | + 7 tours           |
| 10  | LMP2   | 52  | PR1/Mathiasen Motorsports                                | Matt McMurry Eric Lux Gabriel Aubry                        | Oreca 07                       | 201   | + 10 tours          |
| 10  | LMP2   | 52  | PR1/Mathiasen Motorsports                                | Matt McMurry Eric Lux Gabriel Aubry                        | Gibson GK428 4,2 l V8 Atmo     | 201   | + 10 tours          |
| 11  | DPi    | 85  | JDC Miller Motorsports                                   | Mikhail Goikhberg Tristan Vautier Juan Piedrahita (en)     | Cadillac DPi-V.R               | 199   | + 12 tours          |
| 11  | DPi    | 85  | JDC Miller Motorsports                                   | Mikhail Goikhberg Tristan Vautier Juan Piedrahita (en)     | Cadillac 5,5 l V8 Atmo         | 199   | + 12 tours          |
| 12  | GTLM   | 911 | Porsche GT Team                                          | Patrick Pilet Nick Tandy                                   | Porsche 911 RSR                | 195   | + 16 tours          |
| 12  | GTLM   | 911 | Porsche GT Team                                          | Patrick Pilet Nick Tandy                                   | Porsche 4,0 l Flat-6 Atmo      | 195   | + 16 tours          |
| 13  | GTLM   | 3   | Corvette Racing                                          | Antonio García Jan Magnussen                               | Chevrolet Corvette C7.R        | 195   | + 16 tours          |
| 13  | GTLM   | 3   | Corvette Racing                                          | Antonio García Jan Magnussen                               | Chevrolet LT 5,5 l V8 Atmo     | 195   | + 16 tours          |
| 14  | GTLM   | 67  | Ford Chip Ganassi Racing                                 | Ryan Briscoe Richard Westbrook                             | Ford GT                        | 194   | + 17 tours          |
| 14  | GTLM   | 67  | Ford Chip Ganassi Racing                                 | Ryan Briscoe Richard Westbrook                             | Ford EcoBoost 3,5 l V6 Turbo   | 194   | + 17 tours          |
| 15  | GTLM   | 66  | Ford Chip Ganassi Racing                                 | Joey Hand Dirk Müller                                      | Ford GT                        | 194   | + 17 tours          |
| 15  | GTLM   | 66  | Ford Chip Ganassi Racing                                 | Joey Hand Dirk Müller                                      | Ford EcoBoost 3,5 l V6 Turbo   | 194   | + 17 tours          |
| 16  | GTLM   | 24  | BMW Team RLL                                             | Jesse Krohn John Edwards                                   | BMW M8 GTE                     | 194   | + 17 tours          |
| 16  | GTLM   | 24  | BMW Team RLL                                             | Jesse Krohn John Edwards                                   | BMW S63 4,0 l V8 Bi-Turbo      | 194   | + 17 tours          |
| 17  | GTLM   | 912 | Porsche GT Team                                          | Earl Bamber Laurens Vanthoor                               | Porsche 911 RSR                | 194   | + 17 tours          |
| 17  | GTLM   | 912 | Porsche GT Team                                          | Earl Bamber Laurens Vanthoor                               | Porsche 4,0 l Flat-6 Atmo      | 194   | + 17 tours          |
| 18  | GTD    | 86  | Meyer Shank Racing avec Curb Agajanian Performance Group | Mario Farnbacher Trent Hindman Justin Marks                | Acura NSX GT3 Evo              | 188   | + 23 tours          |
| 18  | GTD    | 86  | Meyer Shank Racing avec Curb Agajanian Performance Group | Mario Farnbacher Trent Hindman Justin Marks                | Acura 3,5 l V6 Turbo           | 188   | + 23 tours          |
| 19  | GTD    | 96  | Turner Motorsport                                        | Bill Auberlen Robby Foley Dillon Machavern                 | BMW M6 GT3                     | 188   | + 23 tours          |
| 19  | GTD    | 96  | Turner Motorsport                                        | Bill Auberlen Robby Foley Dillon Machavern                 | BMW P63 4,4 l V8 Turbo         | 188   | + 23 tours          |
| 20  | GTD    | 63  | WeatherTech Racing                                       | Cooper MacNeil Toni Vilander Jeff Westphal                 | Ferrari 488 GT3                | 188   | + 23 tours          |
| 20  | GTD    | 63  | WeatherTech Racing                                       | Cooper MacNeil Toni Vilander Jeff Westphal                 | Ferrari F154CB 3,9 l V8 Turbo  | 188   | + 23 tours          |
| 21  | GTD    | 57  | Heinricher Racing avec Meyer Shank Racing                | Katherine Legge Christina Nielsen Beatriz Figueiredo       | Acura NSX GT3 Evo              | 188   | + 23 tours          |
| 21  | GTD    | 57  | Heinricher Racing avec Meyer Shank Racing                | Katherine Legge Christina Nielsen Beatriz Figueiredo       | Acura 3,5 l V6 Turbo           | 188   | + 23 tours          |
| 22  | GTD    | 14  | AIM Vasser-Sullivan                                      | Richard Heistand Jack Hawksworth Philipp Frommenwiler (pl) | Lexus RC F GT3                 | 188   | + 23 tours          |
| 22  | GTD    | 14  | AIM Vasser-Sullivan                                      | Richard Heistand Jack Hawksworth Philipp Frommenwiler (pl) | Lexus 5,0 l V8                 | 188   | + 23 tours          |
| 23  | GTD    | 9   | Pfaff Motorsports                                        | Scott Hargrove Zacharie Robichon Lars Kern                 | Porsche 911 GT3 R              | 188   | + 23 tours          |
| 23  | GTD    | 9   | Pfaff Motorsports                                        | Scott Hargrove Zacharie Robichon Lars Kern                 | Porsche 4,0 l Flat-6 Atmo      | 188   | + 23 tours          |
| 24  | GTD    | 44  | Magnus Racing                                            | Andy Lally John Potter Spencer Pumpelly                    | Lamborghini Huracán GT3 Evo    | 188   | + 23 tours          |
| 24  | GTD    | 44  | Magnus Racing                                            | Andy Lally John Potter Spencer Pumpelly                    | Lamborghini 5,2 l V10 Atmo     | 188   | + 23 tours          |
| 25  | GTD    | 29  | Montaplast avec Land Motorsport                          | Daniel Morad Christopher Mies Ricky Feller                 | Audi R8 LMS Evo                | 188   | + 23 tours          |
| 25  | GTD    | 29  | Montaplast avec Land Motorsport                          | Daniel Morad Christopher Mies Ricky Feller                 | Audi 5,2 l V10 Atmo            | 188   | + 23 tours          |
| 26  | GTD    | 12  | AIM Vasser-Sullivan                                      | Frankie Montecalvo Townsend Bell Aaron Telitz              | Lexus RC F GT3                 | 188   | + 23 tours          |
| 26  | GTD    | 12  | AIM Vasser-Sullivan                                      | Frankie Montecalvo Townsend Bell Aaron Telitz              | Lexus 5,0 l V8                 | 188   | + 23 tours          |
| 27  | GTD    | 540 | Black Swan Racing                                        | Marc Miller Marco Seefried Dirk Werner                     | Porsche 911 GT3 R              | 186   | + 25 tours          |
| 27  | GTD    | 540 | Black Swan Racing                                        | Marc Miller Marco Seefried Dirk Werner                     | Porsche 4,0 l Flat-6 Atmo      | 186   | + 25 tours          |
| 28  | GTD    | 47  | Precision Performance Motorsports (en)                   | Brandon Gdovic (en) Jake Eidson (en) Don Yount             | Lamborghini Huracán GT3 Evo    | 185   | + 26 tours          |
| 28  | GTD    | 47  | Precision Performance Motorsports (en)                   | Brandon Gdovic (en) Jake Eidson (en) Don Yount             | Lamborghini 5,2 l V10 Atmo     | 185   | + 26 tours          |
| 29  | GTD    | 8   | Starworks Motorsport                                     | Ryan Dalziel Parker Chase Mike Skeen (en)                  | Audi R8 LMS                    | 185   | + 26 tours          |
| 29  | GTD    | 8   | Starworks Motorsport                                     | Ryan Dalziel Parker Chase Mike Skeen (en)                  | Audi 5,5 l V10 Atmo            | 185   | + 26 tours          |
| 30  | LMP2   | 38  | Performance Tech Motorsports                             | Kyle Masson Cameron Cassels Andrew Evans                   | Oreca 07                       | 181   | + 30 tours          |
| 30  | LMP2   | 38  | Performance Tech Motorsports                             | Kyle Masson Cameron Cassels Andrew Evans                   | Gibson GK428 4,2 l V8 Atmo     | 181   | + 30 tours          |
| 31  | GTLM   | 25  | BMW Team RLL                                             | Tom Blomqvist Connor De Phillippi                          | BMW M8 GTE                     | 159   | Abandon             |
| 31  | GTLM   | 25  | BMW Team RLL                                             | Tom Blomqvist Connor De Phillippi                          | BMW S63 4,0 l V8 Bi-Turbo      | 159   | Abandon             |
| 32  | DPi    | 54  | CORE Autosport                                           | Jonathan Bennett Colin Braun Romain Dumas                  | Nissan Onroak DPi              | 111   | Abandon             |
| 32  | DPi    | 54  | CORE Autosport                                           | Jonathan Bennett Colin Braun Romain Dumas                  | Nissan VR38DETT 3,8 l V6 Turbo | 111   | Abandon             |
| 33  | GTD    | 73  | Park Place Motorsports                                   | Patrick Lindsey Patrick Long Nicholas Boulle               | Porsche 911 GT3 R              | 86    | Abandon             |
| 33  | GTD    | 73  | Park Place Motorsports                                   | Patrick Lindsey Patrick Long Nicholas Boulle               | Porsche 4,0 l Flat-6 Atmo      | 86    | Abandon             |
| 34  | GTD    | 48  | Paul Miller Racing                                       | Bryan Sellers Ryan Hardwick Corey Lewis                    | Lamborghini Huracán GT3 Evo    | 68    | Abandon             |
| 34  | GTD    | 48  | Paul Miller Racing                                       | Bryan Sellers Ryan Hardwick Corey Lewis                    | Lamborghini 5,2 l V10 Atmo     | 68    | Abandon             |
| 35  | GTLM   | 4   | Corvette Racing                                          | Oliver Gavin Tommy Milner                                  | Chevrolet Corvette C7.R        |       | Non Partant         |
| 35  | GTLM   | 4   | Corvette Racing                                          | Oliver Gavin Tommy Milner                                  | Chevrolet LT 5,5 l V8 Atmo     |       | Non Partant         |
| 36  | GTD    | 33  | Mercedes-AMG Team Riley Motorsports                      | Jeroen Bleekemolen Ben Keating Felipe Fraga                | Mercedes-AMG GT3               |       | Non Partant         |
| 36  | GTD    | 33  | Mercedes-AMG Team Riley Motorsports                      | Jeroen Bleekemolen Ben Keating Felipe Fraga                | Mercedes-AMG M159 6,2 l V8     |       | Non Partant         |

## Pole position et record du tour
- Pole position :
- Meilleur tour en course :

## À noter
- Longueur du circuit : 4,06 km
- Distance parcourue par les vainqueurs :